# Байо, Гетули
Гетули Амнай Байо (суахили Getuli Amnaay Bayo; род. 27 июня 1980) — танзанийский легкоатлет, специалист по бегу на длинные дистанции и марафону. Выступал за сборную Танзании по лёгкой атлетике в 2004—2011 годах, участник ряда крупных международных соревнований, участник летних Олимпийских игр в Пекине.

## Биография
Гетули Байо родился 27 июня 1980 года.
В 2004 году вошёл в состав танзанийской национальной сборной и побывал на нескольких крупных соревнованиях, в частности финишировал шестым на Мумбайском марафоне, занял 23 место на Берлинском марафоне, закрыл десятку сильнейших на Сингапурском марафоне.
Год спустя стал девятым на Дубайском марафоне, восьмым в полумарафоне CPC Loop Den Haag, третьим на Цюрихском марафоне, одержал победу на Леверкузенском марафоне. Стартовал в марафонской дисциплине на чемпионате мира в Хельсинки, но не финишировал и не показал никакого результата. Также в этом сезоне установил свои личные рекорды в марафоне и полумарафоне, показав время 2:10:45 и 1:01:57 соответственно.
В 2006 году выиграл бронзовую медаль на Амстердамском марафоне.
В 2007 году занял десятое место на Венском марафоне и выступил на мировом первенстве в Осаке, где прибежал в марафоне тридцатым.
Благодаря череде удачных выступлений удостоился права защищать честь страны на летних Олимпийских играх 2008 года в Пекине — стартовал в программе мужского марафона, но сошёл с дистанции, не пробежав и половины пути. Кроме того, в этом сезоне отметился выступлением на Дюссельдорфском марафоне, где занял итоговое 13 место.
После пекинской Олимпиады Байо остался в главной легкоатлетической команде Танзании и продолжил принимать участие в крупнейших международных соревнованиях. Так, в 2009 году он представлял страну на чемпионате мира в Берлине, заняв в зачёте марафона 57 место, стал тринадцатым в командном зачёте Кубка мира по марафону.
В 2011 году занял 22 место на Международном марафоне Макао.
Приходится младшим братом титулованному марафонцу Зебедайо Байо, победителю многих международных соревнований, участнику двух Олимпийских игр.